# Michael Linden

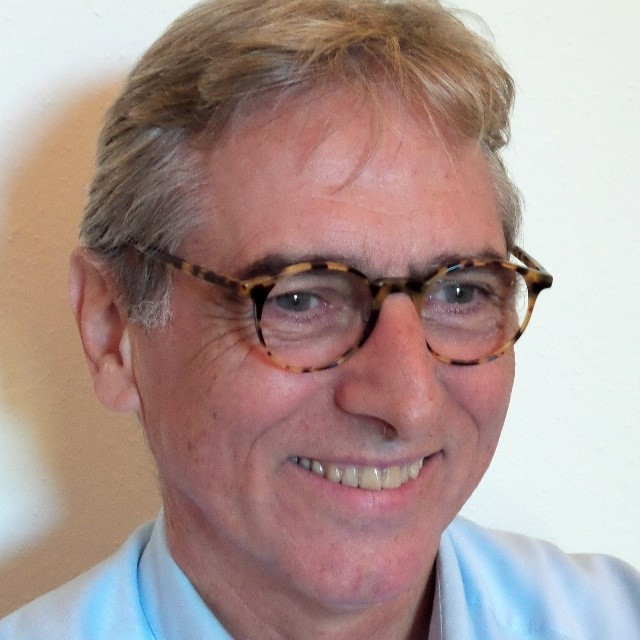
Michael Linden (vor 2018)

Michael Linden (* 30. Juli 1948 in Simmern/Hunsrück in Rheinland-Pfalz) ist ein deutscher Arzt und Psychologe. Er ist als Facharzt für Neurologie, Psychiatrie und Psychosomatische Medizin sowie als Psychotherapeut tätig.
Linden ist gegenwärtig Leiter der Forschungsgruppe Psychosomatische Rehabilitation an der Charité Universitätsmedizin Berlin. Er ist zudem Leiter der ärztlichen Weiterbildung und Supervisor am Institut für Verhaltenstherapie Berlin und gehört zu den von der Kassenärztlichen Bundesvereinigung beauftragten Gutachtern für Verhaltenstherapie im Rahmen des kassenärztlichen Antragsverfahrens für eine Richtlinien-Psychotherapie.

## Leben
Michael Linden wurde 1948 im rheinlandpfälzischen Simmern/Hunsrück als Sohn des Arztes Franz Linden geboren. 1967 legte er am Staatlichen Gymnasium am Kurfürstlichen Schloss in Mainz sein Abitur ab. Er studierte von 1967 bis 1973 an der Johannes Gutenberg-Universität Mainz und an der Freien Universität Berlin Humanmedizin und von 1970 bis 1975 auch Psychologie. Schwerpunkte seiner psychologischen Ausbildung waren die nicht-direktive Gesprächspsychotherapie, Verhaltenstherapie und Kognitive Psychotherapie. Von 1976 bis 1981 war er als wissenschaftlicher Assistent an der Psychiatrischen und Neurologischen Klinik der Freien Universität Berlin tätig, seit 1981 als Hochschulassistent. Er promovierte über das Thema Das autogene Training: eine lerntheoretische Darstellung auf der Grundlage von Experimenten zum Verhalten des Kreislaufs und der Atmung. Die Habilitation erfolgte 1986 im Fach Psychiatrie an der Freien Universität mit der Habilitationsschrift Phase-IV-Forschung in Nervenarztpraxen. Untersuchungen zur Therapie mit Antidepressiva. Am 7. März 1994 wurde er zum Professor für Psychiatrie an der Freien Universität Berlin ernannt.
1982 wurde er Oberarzt an der Psychiatrischen Klinik und Poliklinik der Freien Universität Berlin und war von 1997 bis 1998 leitender Oberarzt der Klinik. Von 1998 bis 2015 war er als Leiter der Abteilung Verhaltenstherapie und Psychosomatik und Leitender Arzt des Rehabilitationszentrums Seehof der Deutschen Rentenversicherung Bund in Teltow bei Berlin tätig.
Er ist seit 1981 mit Evelyn Linden verheiratet und Vater von zwei Söhnen und einer Tochter. Er ist römisch-katholisch und war von 2009 bis 2014 Stiftungsrat der Stiftung Mater Dolorosa Berlin-Lankwitz.

## Werk
Michael Linden verfasste Arbeiten mit den Themenschwerpunkten Depression, Psychotherapie und Compliance. Er beschrieb erstmals die posttraumatische Verbitterungsstörung (nach dem zurzeit aktuellen Diagnoseschlüssel der ICD-10, zu verschlüsseln als F 43.8). Als Psychotherapie der Verbitterung entwickelte er die sogenannte Weisheitstherapie.

## Fachgesellschaften
- Ehrenmitglied, Gründungspräsident und langjähriger Vorsitzender des Deutschen Fachverbandes für Verhaltenstherapie (DVT).
- Mitglied im wissenschaftlichen Beirat Psychotherapie seit 1998.
- Sprecher des Referats Psychotherapie der Deutschen Gesellschaft für Psychiatrie, Psychotherapie und Nervenheilkunde.
- Mitglied im Vorstand im Rehabilitationswissenschaftlichen Forschungsverbund Berlin-Brandenburg-Sachsen (BBS).
- Mitglied im Vorstand der Deutschen Gesellschaft für klinische Psychotherapie und psychosomatische Rehabilitation.
- Herausgeber der Zeitschrift Verhaltenstherapie und Mitherausgeber bzw. im wissenschaftlichen Beirat weiterer Zeitschriften, wie zum Beispiel Der Nervenarzt, Psychopharmakotherapie, Pharmacopsychiatry, The Journal of Cognitive Psychotherapy, Primary Care Psychiatry, Rehabilitation, sowie Rezensent mehrerer weiterer Zeitschriften.
- Initiator und Mitglied des Forschungsverbunds SUPReM (Sicherheit bei unerwünschten Ereignisse in der Psychotherapie durch Reaktions-Management)

## Forschungsschwerpunkte (Auswahl)
- Psychotherapieforschung (Qualitäts- und Ausbildungsforschung, z. B. Verhaltenstherapie-Kompetenz-Checkliste, Nebenwirkungen von Psychotherapie; randomisiert kontrollierte Wirksamkeitsprüfung, z. B. Neuroleptika-Intervalltherapie bei Schizophrenie, VT bei generalisierter Angststörung, VT bei Rückenschmerz, Resilienztraining in der Ergotherapie; Entwicklung neuer Therapiemethoden, z. B. Weisheitstherapie)
- Versorgungsforschung (Anwendungsbeobachtungen, Therapieanwendung durch Psychotherapeuten, Fachärzte und Allgemeinärzte, Untersuchungen zur Behandlung psychischer Störungen in der kassenärztlichen und stationären Versorgung, Berliner Altersstudie, Klassifikation psychischer Störungen in ICD und ICF (Internationale Klassifikation der Funktionsfähigkeit, Behinderung und Gesundheit))[10]
- Klinische Forschung (Beschreibung von Sonderformen psychischer Störungen wie z. B. Verbitterungsreaktionen, Arbeitsängste, Teilleistungsstörungen, Persönlichkeitsstörungen)

## Auszeichnungen
- 1997: Forschungspreis der Deutschen Gesellschaft für Gerontopsychiatrie und -psychotherapie
- 1997: Research Award in Psychogeriatrics of the International Psychogeriatric Association
- 2001: Preis der Arbeitsgemeinschaft für Neuropharmakologie und Pharmakopsychiatrie
- 2002: Wyeth Forschungspreis Depression und Angst, Klinik und Poliklinik für Psychiatrie und Psychotherapie am Universitätsklinikum Münster
- 2002: Posterpreis beim Jahreskongress der Deutschen Gesellschaft für Psychiatrie und Psychotherapie
- 2004: Forschungspreis Psychotherapie in der Medizin durch die Akademie für Psychotherapie, Würzburg
- 2006: Preis der Boxberger-Stiftung Bad Kissingen für Rehabilitationsforschung
- 2007: Psychotherapiepreis der Deutschen Gesellschaft für Psychiatrie und Psychotherapie
- 2009: Mitchell B. Balter Award from the Journal of Clinical Psychopharmacology
- 2012: Forschungspreis der Deutschsprachigen Gesellschaft für Psychotraumatologie
- 2015: Wissenschaftspreis der Deutschen Gesellschaft für Klinische Psychotherapie und Psychosomatische Rehabilitation (DGPPR).
- 2016: Preis der Deutschen Gesellschaft für Psychiatrie und Psychotherapie für Pflege und Gesundheitsfachberufe in der Psychiatrie, Psychotherapie und Psychosomatik

## Veröffentlichungen (Auswahl)
- Verbitterung und Posttraumatische Verbitterungsstörung. (= Fortschritte der Psychotherapie. Band 65). Hogrefe Verlag, Göttingen 2017, ISBN 978-3-8017-2822-9.
- mit Martin Hautzinger (Hrsg.): Psychotherapie-Manual. Springer, Berlin 1981.
- mit Martin Hautzinger (Hrsg.): Verhaltenstherapiemanual. Springer-Verlag, 2015, ISBN 978-3-540-75739-9.
- mit Bernhard Strauß (Hrsg.): Risiken und Nebenwirkungen von Psychotherapie. Medizinisch Wissenschaftliche Verlagsgesellschaft, Berlin 2012, ISBN 978-3-941468-64-1.
- als Hrsg.: Therapeutisches Milieu. Healing Environment in medizinischer Rehabilitation und stationärer Behandlung. Medizinisch Wissenschaftliche Verlagsgesellschaft, Berlin 2011.
- mit Andreas Maercker (Hrsg.): Embitterment: Societal, psychological, and clinical perspectives. Springer, Wien 2010, ISBN 978-3-211-99740-6.
- mit W. Weig (Hrsg.): Salutotherapie in Prävention und Rehabilitation. Deutscher Ärzte-Verlag, 2009, ISBN 978-3-7691-0555-1.
- mit Kai Baumann: Weisheitskompetenzen und Weisheitstherapie: die Bewältigung von Lebensbelastungen und Anpassungsstörungen. Verlag Lengerich, 2008, ISBN 978-3-89967-490-3 (weitgehend Textgleich mit der Dissertationsschrift von Kai Baumann[11])
- mit W. E. Müller (Hrsg.): Rehabilitations-Psychopharmakotherapie: Arzneimittelbehandlung chronifizierender und chronifizierter psychischer Syndrome. Deutscher Ärzte-Verlag, 2005, ISBN 3-7691-0473-0.
- Phase-IV-Forschung: Antidepressiva in der Nervenarztpraxis. Springer-Verlag, 1987, ISBN 3-540-18216-0.
- mit Hanfried Helmchen (Hrsg.): Die jahrelange Behandlung mit Psychopharmaka. Walter de Gruyter, Berlin 1992, ISBN 3-11-013454-3.
- Ärztliche Gesprächsführung. Ein Leitfaden für die Praxis. Hoechst Aktiengesellschaft, München 1983.
- mit Hanfried Helmchen und U. Rüger: Psychotherapie in der Psychiatrie. Springer, Berlin 1982.
- mit R. Dejong und N. Hoffmann (Hrsg.): Verhaltensmodifikation bei Depressionen. Urban & Schwarzenberg, München 1980, ISBN 3-541-09361-7.
- mit M. Manns: Psychopharmakologie für Psychologen. Müller, Salzburg 1977, ISBN 3-7013-0549-8.
- mit Stefanie Baron, Beate Muschalla: Mini-ICF-APP – Mini-ICF-Rating für Aktivitäts- und Partizipationsbeeinträchtigungen bei psychischen Erkrankungen – Kurzinstrument zur Fremdbeurteilung von Aktivitäts- und Partizipationsstörungen bei psychischen Erkrankungen in Anlehnung an die Internationale Klassifikation der Funktionsfähigkeit, Behinderung und Gesundheit (ICF) der Weltgesundheitsorganisation, 2. überarbeitete und erweiterte Auflage, 2015